# Eötvös József Gimnázium és Kollégium (Tata)
A tatai Eötvös József Gimnázium és Kollégium Komárom-Esztergom vármegye nagy múltú, kiemelkedő jelentőségű oktatási intézménye. Névadója Eötvös József reformpolitikus, író.

## Alapítása
Az iskola alapításával járó anyagi terheket a földesúr, gróf Esterházy Ferenc vállalta. Az iskola vezetésére felkérte a piarista rendet. A gimnázium alapításáról szóló szerződést 1765. január 1-jével állították ki, amelyet Mária Terézia királynő is jóváhagyott. A hat osztályú gimnáziumban a tanítás 1765. november 13-án kezdődött. A gimnáziumhoz előkészítő osztályt is szerveztek, a hatodik osztály után pedig a tanítást egyéves filozófiai kurzussal egészítették ki. Az előkészítő osztályban a tanulókat két csoportra osztották: kezdőkre és haladókra. Egy-egy tanár ekkor nagy létszámú csoporttal foglalkozott. Révai Miklósnak, a kiváló nyelvésztanárnak 95 tanítványa volt.

## Története

### 18–19. század
II. József megszüntette a bölcsészeti tanfolyamot, és elrendelte, hogy 1784. november 1-jétől csak azt lehet felvenni, aki németül ír és olvas. Bevezették a rendszeres tandíj fizetését.
Az 1805/1806. tanévben az iskola tanára volt Helmeczy Mihály nyelvújító. Nagy hatást gyakorolt az iskola ifjúságára az 1848–49-es forradalom és szabadságharc. Az 1848. március 15-i események híre hamar eljutott Tatára, amelyet nagy lelkesedéssel fogadtak és dobpergéssel üdvözölték az eseményeket. A szabadságharc idején több alkalommal gyűjtést rendeztek a hadbavonultak részére. A nemzetőrök között is megtalálható volt az iskola több neves diákja.
A szabadságharc leverése után az abszolutista rendszer a maga érdekeinek megfelelően átalakította az oktatás rendszerét is. Alacsonyabb színvonalra süllyesztették az iskolát azáltal, hogy a hatosztályú gimnáziumot négyosztályúvá alakították át.
1892-ben napirendre került a kisgimnázium korszerűsítésének a kérdése. Az eddigi épületeket átalakították, rajz- és tornateremmel bővítették, a szertárakat a kor kívánalmainak megfelelően felszerelték.

### 20. század
Az iskola történetében jelentős fejezet a századforduló. A nagygimnázium megnyitását 1910-ben engedélyezték. 1914-ben már nyolcadik osztály is működött és ebben az évben az intézményben először tettek érettségi vizsgát a tanulók. Az iskola jelenlegi épületét 1911-ben kezdték építeni és 1912-ben már megkezdődött benne a tanítás. Az első világháború alatt közvetlenül az iskolapadokból vitték ki a frontra a megfelelő korú diákokat. Akit behívtak katonának, az megkapta az illető osztályról szóló bizonyítványát. A forradalmi mozgalmak is hatást gyakoroltak az iskolára. Amikor a városban megalakult a helyi munkástanács, annak egyik tagja a diákok között is megalakította az ifjúmunkások szakszervezetét.
1919. május 23-án államosították az iskolát. Az 1920-as évek végétől fellendült az iskola sport és kulturális tevékenysége. 1929-től a tanítási év végén rendszeresen megrendezték az iskolai sportünnepélyeket. A Révai Miklósról elnevezett iskolai önképzőkör színvonalas előadásokat rendezett. Az iskola dísztermében gyakoriak voltak a hangversenyek.
A második világháború sok akadályt gördített az iskola normális működése elé. A szénhiány miatt többször rendeltek el szénszünetet. 1944-ben, a háborús események következtében a tanítást nem lehetett megkezdeni. Az épületet iskolai célra csak 1946. szeptember 1-jétől lehetett használni.
Az iskola történetének jelentős állomása 1948, ekkor államosították történetében immár másodszor.
Az 1956-os forradalom idején az iskolai munka teljesen megbénult. Ahogy a városban konszolidálódott a politikai élet, úgy bontakozott ki az iskolában az oktató-nevelő munka. 1959-ben kísérletképpen bevezették az 5 + 1-es oktatást, amely 1962-től vált általánossá. A tanulók a gyakorlati foglalkozáson az iskola tanműhelyében, később ipari és mezőgazdasági üzemekben dolgoztak. 1963-tól 1969-ig az iskolában mezőgazdasági szakközépiskola is működött. Az 1960-as években kialakultak a szakosított tantervű osztályok. 1966. május 7-én és 8-án ünnepelte az iskola fennállásának 200. évfordulóját.
Az 1980-as évek elejétől a fakultatív oktatási forma és a szakosított tantervű osztályok eredményeit egyaránt felhasználó programokat valósított meg a gimnázium. 1989-től az elsők között oldotta meg az idegen nyelvek szabad választását, 1991-től az úgynevezett nulladik osztály indításával ötéves gimnáziumi képzés is folyik. 1992-től érettségizett fiatalok egyéves szakiskolai képzését kezdték meg. Egyik csoportban középfokú ügyintéző-titkári, a másikban idegenvezetői képesítést szerezhettek. 1990-ben készült el a gimnázium új sportcsarnoka. Tanulmányi és sporteredményeink országosan is elismertek.

### 21. század
Négyféle oktatási programot folytatnak a gimnáziumban, amely egyedülálló Komárom-Esztergom vármegyében. Egyik az angol kéttannyelvű képzés, amely felsőfokú nyelvtudást biztosít, valamint az iskolai tantárgyak egy részét is angol nyelven oktatják. Az Arany János Tehetséggondozó program hátrányos helyzetű tanulókat toboroz, a sportiskolai képzés az élsportoló fiataloknak nyújt lehetőséget a tanulásra. A német nemzetiségi képzés pedig kéttannyelvű formában a kisebbségi identitásukat megőrizni kívánó szülők gyermekeinek biztosít lehetőségeket.
A hagyományos, négyéves képzésben külön osztályba sorolják a matematika, a humán tárgyak, a természettudományok és az informatika iránt érdeklődőket. A sikeres emelt szintű érettségi letételét segítendő, 3-3 többletórában tanulhatja a diák az általa választott két tantárgyat.
2005-ben a gimnázium és a kollégium közös igazgatás alá került. Ezt erősítette az egyre szorosabbá váló szakmai együttműködés, amely az Arany János tehetséggondozó programmal tovább mélyült.
2008-ban fenntartóváltáson ment keresztül az intézmény. Komárom-Esztergom megye önkormányzata 1996-tól látta el a fenntartó feladatait, 2008-ban pedig egyházi fenntartásba került volna az iskola. Ez a megoldás azonban nem találkozott az iskolahasználók igényével. Végül a Tata város tulajdonában lévő kiemelten közhasznú Városkapu Zrt. kapta meg a gimnázium és a kollégium ellátásával járó teendőket.

## A gimnázium igazgatói

### 18. század
- Modrovszky Wolfgang (1765–1766)
- Valeró Jakab  (1766–1772)
- Tomeján Sándor (1772–1773)
- Holló Imre (1773–1775)
- Lelovits Ignác (1775–1778)
- Tomeján Sándor (1778–1789)
- Szalai Ráfael (1789–1790)
- Sárváry Ferenc (1790–1796)
- Kossik Balázs (1796–1803)

### 19. század
- Ferenczy József (1803–1814)
- Mészáros László (1814–1817)
- Faisz József (1817–1844)
- Nagy Márton (1844–1847)
- Kucserik Sándor (1847–1850)
- Purgstaller József (1850)
- Hutter Antal (1851–1852)[1]
- Gruber József (1852–1855)
- Demeter Lajos (1855–1857)
- Szaiff János (1857–1861)
- Markovics Antal (1861–1867)
- Csaplár Benedek (1867–1870)
- Horváth Pius (1870–1872)
- Stech Alajos (1872–1879)
- Pintér Elek (1879–1918)

### 20. század
- Magas Mihály (1919–1931)
- Füster Jenő (1919)
- Lukáts József (1931–1934)
- Papp Elemér (1934–1940)
- Schmidt Mihály (1940–1943)
- Szűcs János (1943–1947)
- Selmeczi Kovács József (1947–1948)
- Baghy György (1948)
- Antal Gergely (1948–1952)
- Schroth László (1952–1953)
- Antal Gergely (1953–1963)
- Konkoly Jánosné (1963–1967)
- Dr. Körmendi Géza (1967–1983)
- Mészáros András (1983–1993)
- Tóth András (1993–2001)

### 21. század
- Katona Márta (2001–2010)
- Barsi Éva (2010–)

## A gimnázium egyes névváltozatai az idők során
- Tatai Kegyes Tanítórend Al-gymnasiuma (1850-es évek)
- Kegyes Tanítórend tatai Kis-gymnasiuma (1870-es évek)
- Magyarországi Kegyes Tanitórend Tatai Algymnasiuma / Magyarországi Kegyes-Tanitórend Tatai Algimnáziuma (1880-as évek, 1910-ig)
- Magyarországi Kegyes-Tanitórend Tatai Főgimnáziuma (1911-1926)
- Tatai Kegyesrendi Reálgimnázium (1926-1931)
- Tatai Kegyestanítórendi Gróf Esterházy Miklós Reálgimnázium (1932-1935)
- Tatai Kegyes-tanítórendi Gróf Esterházy Miklós Gimnázium / Tatai Kegyestanítórendi Gróf Esterházy Miklós Gimnázium (1937-1943)
- Magyar Kegyestanítórend Tatai Gróf Esterházy Miklós Gimnáziuma (1944)
- Magyar Kegyestanítórend Tatai Gimnáziuma (1944-1947)
- Tatai Állami Gimnázium (1948-1950)
- Állami Eötvös József Általános Gimnázium, Tata (1951-1964)
- Eötvös József Gimnázium és Mezőgazdasági Szakközépiskola, Tata (1964-1969)
- Eötvös József Gimnázium, Tata (1970-1995)
- Komárom-Esztergom Megyei Önkormányzat Eötvös József Gimnáziuma, Tata (1995-2003)
- Eötvös József Gimnázium, Tata (2005-2007)
- Eötvös József Gimnázium és Kollégium (2008-)

## A Tatai Gimnázium Öregdiákjai Egyesület
1989. január 30-án alakult az egyesület, amelynek célja a hagyományok ápolása, az erkölcsi és a hazafias nevelés értékeinek megőrzése, valamint a nemzeti és egyetemes műveltség elsajátítására való törekvés támogatása. Az egyesület tagjai Magyarország különböző településein és határon túli országokban egyaránt élnek.

### Az Egyesület tevékenysége
Emléktáblákat helyeztek el a gimnáziumban és a kollégiumban (a volt rendház épületében), a piarista rend megtelepedésének 350. évfordulójára, valamint a hazáért hősi halált halt és a fajüldözés során meggyilkolt diákok emlékére.
Részt vettek a régi utcanevek visszaállításában, a második világháború áldozatainak állított emlékmű megvalósításában is jelentős szerepük volt. Tevékenységüket az évkönyvek segítségével ismerhetik meg az érdeklődők.
A Kuny Domokos Megyei Múzeummal együttműködve kiállításokat, előadásokat szerveznek.